# مالون (واشینگتن)
مالون (به انگلیسی: Malone) یک منطقهٔ مسکونی در ایالات متحده آمریکا است که در شهرستان گریز هاربر، واشینگتن واقع شده‌است. مالون ۲۳٫۴۳ کیلومتر مربع مساحت و ۴۷۵ نفر جمعیت دارد و ۱۵٫۸۵ متر بالاتر از سطح دریا واقع شده‌است.